# Kvitkjølen
Der Kvitkjølen (norwegisch für Weißer Kiel) ist ein felsiger Gebirgszug im ostantarktischen Königin-Maud-Land. Er liegt zwischen dem Tal Kvitsvodene und dem Isingbreen in der Sverdrupfjella.
Erste Luftaufnahmen entstanden bei der Deutschen Antarktischen Expedition (1938–1939). Norwegische Kartografen kartierten ihn anhand geodätischer Vermessungen und mittels Luftaufnahmen der Norwegisch-Britisch-Schwedischen Antarktisexpedition (NBSAE, 1949–1952) und Luftaufnahmen der Dritten Norwegischen Antarktisexpedition (1956–1960).